# Rychwał (gromada)
Rychwał – dawna gromada, czyli najmniejsza jednostka podziału terytorialnego Polskiej Rzeczypospolitej Ludowej w latach 1954–1972.
Gromady, z gromadzkimi radami narodowymi (GRN) jako organami władzy najniższego stopnia na wsi, funkcjonowały od reformy reorganizującej administrację wiejską przeprowadzonej jesienią 1954 do momentu ich zniesienia z dniem 1 stycznia 1973, tym samym wypierając organizację gminną w latach 1954–1972.
Gromadę Rychwał z siedzibą GRN w mieście Rychwale (nie wchodzącym w skład gromady) utworzono – jako jedną z 8759 gromad na obszarze Polski – w powiecie konińskim w woj. poznańskim, na mocy uchwały nr 25/54 WRN w Poznaniu z dnia 5 października 1954. W skład jednostki weszły obszary dotychczasowych gromad Dąbroszyn, Grabowa, Grochowy, Jaroszewice Grodzieckie, Jaroszewice Rychwalskie, Wola Rychwalska i Złotkowy ze zniesionej gminy Dąbroszyn w tymże powiecie. Dla gromady ustalono 24 członków gromadzkiej rady narodowej.
1 stycznia 1958 do gromady Rychwał włączono obszar zniesionej gromady Siąszyce w tymże powiecie.
1 stycznia 1960 do gromady Rychwał włączono obszar zniesionej gromady Modlibogowice w tymże powiecie.
1 stycznia 1962 do gromady Rychwał włączono obszar zniesionej gromady Kuchary Kościelne (bez miejscowości Zakrzew, Zakrzewek, Nowiny i Trójka) w tymże powiecie.
1 stycznia 1970 do gromady Rychwał włączono 627 ha z miasta Rychwał w tymże powiecie.
Gromada przetrwała do końca 1972 roku, czyli do kolejnej reformy gminnej. 1 stycznia 1973 w powiecie konińskim utworzono gminę Rychwał.